# Вековое равновесие
Веково́е равнове́сие (радиоакти́вное равнове́сие, секуля́рное равнове́сие) — состояние, при котором число ядер изотопов в цепочке распадов связано с постоянными распада (периодами полураспада) простым соотношением:
{\displaystyle {\frac {N_{1}}{N_{2}}}={\frac {\lambda _{2}}{\lambda _{1}}}={\frac {T_{1/2}^{(1)}}{T_{1/2}^{(2)}}}}
Вековое равновесие заключается в том, что число распадов (активность) всех членов радиоактивного ряда равно друг другу, и если исходный изотоп имеет очень большое время жизни (постоянная активность), то никакого изменения активности и у дочерних радиоактивных элементов не наблюдается. С достаточной точностью можно считать, что вековое равновесие наступает за время, равное десятикратному периоду полураспада наиболее долгоживущего дочернего элемента:
- в урановом ряду — через 830 000 лет,
- ториевом — через 67 лет,
- актино-урановом — через 343 000 лет.

В естественном состоянии все нуклиды, генетически связанные в радиоактивных рядах, обычно находятся в определенных количественных соотношениях, зависящих от их периодов полураспада.
Чем меньше {\displaystyle T_{1/2}} члена радиоактивного ряда, тем меньше его содержание в земной коре.
Постоянная распада {\displaystyle \lambda } — вероятность распада ядра в единицу времени.
Если в образце в момент времени {\displaystyle t} имеется {\displaystyle N} радиоактивных ядер, то количество ядер {\displaystyle dN}, распавшихся за время {\displaystyle dt} равно
{\displaystyle dN=-\lambda Ndt}.
Количество ядер 2 достигает максимального значения {\displaystyle N_{2}^{max}={\frac {\lambda _{1}}{\lambda _{2}}}N_{10}exp(-\lambda _{2}t^{max})} при {\displaystyle t^{max}={\frac {\ln(\lambda _{1}/\lambda _{2})}{\lambda _{1}-\lambda _{2}}}}.
Если {\displaystyle \lambda _{2}<\lambda _{1}} , суммарная активность {\displaystyle N_{1}(t)\lambda _{1}+N_{2}(t)\lambda _{2}} будет монотонно уменьшаться.
Если {\displaystyle \lambda _{2}>\lambda _{1}} , суммарная активность вначале растет за счет накопления ядер 2.
В общем случае, когда имеется цепочка распадов {\displaystyle 1\xrightarrow {} 2\xrightarrow {} ...n,} процесс описывается системой дифференциальных уравнений
{\displaystyle dN_{i}/dt=-\lambda _{i}N_{i}+\lambda _{i-1}N_{i-1}}.
Решением системы для активностей с начальными условиями {\displaystyle N_{1}(0)=N_{10}}; {\displaystyle N_{i}(0)=0} будет
{\displaystyle A_{n}(t)=N_{10}\sum _{i=1}^{n}{c_{i}exp(-\lambda _{i}t)},} где
{\displaystyle c_{m}={\frac {\prod _{i=1}^{n}\lambda _{i}}{\prod _{i=1}^{n}(\lambda _{i}-\lambda _{m})}}.}